# Strychnos boonei
Strychnos boonei är en tvåhjärtbladig växtart som beskrevs av De Wild.. Strychnos boonei ingår i släktet Strychnos och familjen Loganiaceae. Inga underarter finns listade i Catalogue of Life.